# محمد الدلال
محمد حسين محمد الدلال (1964 -)؛ نائب سابق في مجلس الأمة الكويتي، وحاصل على ماجستير في القانون.
شارك في انتخابات مجلس الأمة الكويتي عام 2012 وحصل على المركز الرابع في الدائرة الثالثة بـ10,802 صوت.
في 7 أكتوبر 2019، أعلن محمد الدلال بأنهُ لن يخوض انتخابات مجلس الأمة الكويتي 2020.

## عضويات
- عضو هيئة تدريس لكلية الدراسات التجارية.[3]
- خبير جدول مسجل لتولي الحراسات القضائية لدى المحكمة الكلية.
- عضو محكم مقيد بجداول المحكمين بإدارة التحكيم القضائي– دولة الكويت.
- عضو جمعية المحامين الدولية (IBA)
- عضو جمعية المحامين الكويتية مقيد في درجة التمييز والمحكمة الدستورية.
- عضو جمعية حقوق الإنسان الكويتية.
- عضو رابطة الاجتماعيين الكويتية.
- عضو جميعة حماية المال العام.
- عضو الاتحاد الدولي للمحاميين (AIJA).
- عضو جمعية معا للتنمية الاسرية.
- كاتب مقال صحفى غير متفرغ.
- محاضر ومشارك في عدد من الندوات والمؤتمرات القانونية والسياسية والفكرية.

## أبرز مواقفه في مجلس الأمة
| الكتل                                                    | الحركة الدستورية الاسلامية       |
| اللجان                                                   | لجنة الشؤون التشريعية والقانونية |
| استجواب الوزيرة هند الصبيح (يناير 2018)                  | ضد الاستجواب                     |
| استجواب الوزير بخيت الرشيدي (2018)                       | ضد الاستجواب                     |
| استجواب الوزيرة هند الصبيح (مايو 2018)                   | ضد الاستجواب                     |
| استجواب الوزير خالد الروضان (2019)                       | ضد الاستجواب                     |
| استجواب الوزير محمد الجبري (2019)                        | مع الاستجواب                     |
| استجواب الوزير نايف الحجرف (2019)                        | مع الاستجواب                     |
| استجواب الوزير براك الشيتان (2020)                       | ضد الاستجواب                     |
| استجواب الوزير أنس الصالح (أغسطس 2020)                   | ضد الاستجواب                     |
| استجواب الوزير سعود هلال الحربي (أغسطس 2020)             | ضد الاستجواب                     |
| استجواب الوزير سعود هلال الحربي (سبتمبر 2020)            | ضد الاستجواب                     |
| استجواب الوزير أنس الصالح (سبتمبر 2020)                  | ضد الاستجواب                     |
| تصويت فتح باب ما يستجد من أعمال (تعديل النظام الانتخابي) | موافق                            |